# Subway Super Series 2003
Die Subway Super Series sind ein Eishockeywettbewerb zwischen den besten Spielern der Canadian Hockey League und ausgewählten russischen professionellen Juniorenspielern. Die jeweils in sechs Begegnungen jährlich ausgetragene Serie wurde erstmals im November 2003 ausgespielt. Die Canadian Hockey League wird von den drei Top-Juniorenligen Ontario Hockey League, Québec Major Junior Hockey League und Western Hockey League vertreten, dessen Auswahlmannschaften jeweils zwei Begegnungen gegen die russische Vertretung absolvieren. Alle Spiele werden online per Live-Stream landesweit in Kanada übertragen.

## 2003
Der Wettbewerb umfasste sechs Spiele. Die Begegnungen wurden vom 17. November bis zum 27. November in Kanada in den Städten London, Sarnia, Halifax, Rimouski, Calgary und Brandon ausgetragen. Die erste Partie in der Geschichte der Serie wurde am 17. November 2003 im John Labatt Centre in London, Ontario, ausgespielt. Die russische Auswahl, betreut von Cheftrainer Rafail Ishmatov, traf vor einer Zuschauerkulisse von 9.042 Besuchern auf eine All-Star-Mannschaft der Ontario Hockey League. Für die OHL-Mannschaft stand der Kanadier Jim Hulton, der regulär bei den Kingston Frontenacs in derselben Position beschäftigt war, an der Bande. Die Mannschaft legte im ersten Drittel einen Blitzstart hin und ging mit einer 4:0-Führung in die Pause. Den ersten Treffer überhaupt erzielte Ben Eager nach 2:24 Minuten in einer Überzahlsituation. Im Verlauf des weiteren Spiels baute die OHL-Mannschaft das Skore weiter aus, den Russen gelang im zweiten Drittel durch Sergei Pajor lediglich der Treffer zum 1:5. Als effektiv erwies sich an diesem Tage das Überzahlspiel der OHL-Mannschaft, die in drei ihrer vier Powerplays trafen. Den Schlusspunkt zum 7:1-Endstand setzte Wojtek Wolski. Ben Eager wurde im Anschluss zum Spieler des Spiels gewählt, nachdem er zwei Tore und eine Torvorlage erzielt hatte. Für die zweite Begegnung der Serie stand zwei Tage später erneut die OHL-Auswahl auf dem Eis, diesmal im Sarnia Sports and Entertainment Centre, die Heimspielstätte der Sarnia Sting. Erneut behielt die Heimmannschaft die Oberhand und siegte mit 4:0 gegen die Russen. Entscheidend war abermals das Überzahlspiel, diesmal gelang der OHL-Mannschaft in drei Powerplays ebenso viele Tore.
Am 20. November griff die QMJHL-Auswahl im Halifax Metro Centre erstmals ins Geschehen ein. Diesmal trafen die Russen früh zur Führung, Torschütze war Ruslan Chassanschin. Der QMJHL-Mannschaft, betreut von Cheftrainer Mario Durocher, gelang im Laufe des zweiten Drittels die Wende. Sidney Crosby schoss hierbei das einzige Überzahltor dieser Begegnung. Trotz deutlicher spielerischer Überlegenheit gelang es der Mannschaft nicht das Spiel zu ihren Gunsten zu entscheiden, da dem russischen Torwart Konstantin Barulin eine ausgezeichnete Partie gelang. Im letzten Drittel schafften die Russen ihre wenigen Torgelegenheit ausgezeichnet zu nutzen; nach 53:32 Minuten besorgte Alexei Krutow den entscheidenden Treffer zum 3:2-Endstand. Nach Spielende wurde Torhüter Barulin, der mit 51 Paraden überzeugt hatte, folgerichtig zum Spieler des Spiels gewählt. Vier Tage später nahmen die QMJHL-Spieler für die letzte Niederlage erfolgreich Revanche. Im mit 4.402 Zuschauern besetzten Colisée de Rimouski entwickelte sich ein torreiches Spiel, nachdem das erste Drittel mit einer 1:0-Führung für die QMJHL-Auswahl unspektakulär verlaufen war. Durch François-Pierre Guénette und Steve Bernier schraubte die Mannschaft das Skore auf 3:0 hoch, doch noch im zweiten Drittel kamen die Russen auf 3:2 heran. Die Entscheidung brachte schließlich ein Überzahltor 5:29 Minuten vor Ablauf der regulären Spielzeit zum 5:3. Zum wertvollsten Spieler der Partie wurde Sidney Crosby erkoren, der mit drei Punkten maßgeblich zum Sieg beigetragen hatte. Die Canadian Hockey League führte nach vier der sechs Begegnungen mit 3:1 und benötigte noch einen Sieg, um die Serie für sich zu entscheiden.
Am 26. November hatte die WHL-Auswahlmannschaft im Pengrowth Saddledome in Calgary seinen ersten Auftritt. Das erste Drittel blieb dank einem starken Konstantin Barulin torlos. Nach 26:25 Minuten gelang Ryan Getzlaf der erste Torerfolg der Partie in einer Überzahlsituation. Die Russen reagierten und kamen ihrerseits durch Alexei Krutow zum Ausgleich, doch kurz vor Ende des zweiten Drittels traf die WHL-Mannschaft zur erneuten Führung. Im letzten Drittel legte das Team noch zwei Tore nach, sodass der Endstand 4:1 für die WHL-Auswahl lautete. Ryan Getzlaf wurde zum Spieler des Spiels gewählt. Bei den Russen stach Torhüter Konstantin Barulin heraus, der dank 50 Paraden die Begegnung lange Zeit offen gehalten hatte. Für die sechste und letzte Begegnung der Serie entschieden die Russen Barulin eine Auszeit zu geben und boten Rustam Sidikov als Starttorwart auf. Dieser zeigte allerdings eine enttäuschende Leistung, bei 26 Torschüssen ließ er sich bis zum Ende des zweiten Drittels sieben Mal bezwingen und wurde fürs letzte Drittel durch Barulin ersetzt. Dieser hielt das Tor sauber, doch die Partie war bereits in den ersten beiden Dritteln entschieden worden, als die WHL-Auswahl auf 7:1 davongezogen war, nachdem Alexander Schinin die Russen zuvor nach lediglich 37 Sekunden in Front geschossen hatte.